# Вінниця.info
Вінниця.info – один з найпопулярніших новинних сайтів у Вінницькій області, який працює з 2010 року та займає чільні позиції в регіоні за кількістю переглядів новин.

## Опис
На сайті Вінниця.info висвітлюються події Вінниці, Вінницької області та України. Публікуються фоторепортажі, інтерв'ю та ексклюзиви. У стрічці новин читачі можуть знайти інформацію про все, що відбувається в області — про події, економіку, здоров'я, спорт, політику, діяльність влади і життя людей.
Міністерство культури та інформаційної політики включило сайт Вінниця.info до переліку інформаційних каналів, яким можна довіряти
За результатами конкурсу «Імена, яким довіряють» у 2022 та 2023 роках, титули в номінації «Інтернет-видання»  отримав інформаційний сайт Вінниця.info.

## Історія
- 2010 рік заснований сайт Вінниця.info[5].
- 2011 рік зареєстровано сторінку Вінниця.info у Facebook, яка має понад 121 тисячу підписників.
- 2017 рік зареєстровано сторінку Вінниця.info в Instagram, де 18,3 тисячі читачів.
- 2022 рік створено телеграм-канал Вінниця.info, де понад 45,5 тисяч підписників.
- 2022 рік зареєстровано торговельну марку "вінниця.info"[6].
- 2023 рік — проведено редизайн сайту Вінниця.info.

## Популярність
За даними Google Analytics, Вінниця.info за період роботи сайту має більше 16 мільйонів читачів і щороку аудиторія зростає. Окрім користувачів з України, Вінниця.info читають в США, Польщі, Німеччині, Італії, Чехії, Нідерландах.